# 帖木兒沙·杜蘭尼
帖木兒沙·杜蘭尼 (普什圖語/達利語: ‎; 1748年—1793年5月20日) ，杜蘭尼王朝第二位國王（1772年－1793年） ，普什圖族，是杜蘭尼王朝開國君主艾哈邁德沙·杜蘭尼的次子。

## 早年
帖木兒沙·杜蘭尼於1748年在伊朗馬什哈德出生，他通過與莫臥兒帝國皇帝阿拉姆吉爾二世的女兒結婚而迅速上位。

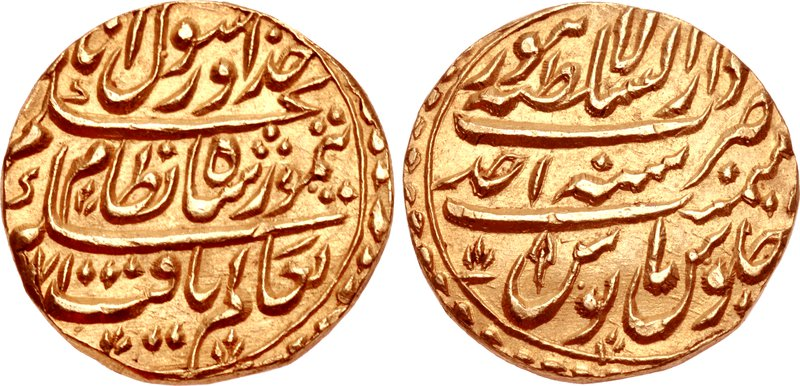
帖木兒沙·杜蘭尼的錢幣 Nizam of the Punjab, 於1757/58年於拉合爾鑄造

帖木兒沙·杜蘭尼收到西爾欣德-法泰加爾作為結婚禮物，後來在1757年（當時他只有9歲）被他的父親任命為旁遮普、克什米爾和西爾欣德地區的總督，從1757年5月到1758年4月，艾哈邁德沙·杜蘭尼立即任命他的軍隊指揮官和他最值得信賴的士兵阿瓦爾米爾·汗·阿弗里迪的長子托里亞爾·汗·阿弗里迪教授帖木兒沙·杜蘭尼騎馬和劍術。托里亞爾·汗·阿弗里迪還負責保護帖木兒沙·杜蘭尼的安全，因此他曾經在王宮中晝夜不停地陪伴帖木兒沙·杜蘭尼。
這將為帖木兒沙·杜蘭尼準備好繼承杜蘭尼帝國。

### 艾哈邁德沙·杜蘭尼入侵印度
艾哈邁德沙·杜蘭尼於1759年第五次入侵印度以作報復，他們在拉合爾戰役中首次遇到錫克人和馬拉地人的軍隊，錫克和馬拉地聯軍在那裡擊退艾哈邁德沙·杜蘭尼所率領的阿富汗軍隊，然後帖木兒沙阿在第二次西坎德拉巴德戰役中與馬拉地軍隊會面，阿富汗軍隊在那裡取得勝利。在馬拉塔人撤退時，艾哈邁德·沙阿·杜拉尼向前推進並與馬拉塔人的聯軍相遇，艾哈邁德·沙阿·杜拉尼與他的羅希拉盟友在第三次帕尼帕特戰役取得了決定性的勝利。帖木兒沙阿在戰鬥中率領杜蘭尼的部分軍隊，並率領騎兵砍殺逃兵和撤退中的敵人。當帖木兒沙阿和他父親艾哈邁德沙·杜蘭尼在指揮軍隊與馬拉地人交戰時，帖木兒沙阿率兵前進。
帕尼帕特戰役之後，艾哈邁德沙·杜蘭尼沒有乘勝追擊而返回阿富汗，留下帖木兒沙統治旁遮普，他於1761年在錫亞爾科特戰役與錫克人交戰，在這場戰役中帖木兒沙阿被打游擊戰術的錫克人所擊敗，錫克人還帶兵封鎖城市，帖木兒沙阿在包圍的缺口突圍逃脫，錫克人沒有追趕而是相反佔領這座城市
。 
此後，帖木兒沙阿大部分時間都在他父親去世前統治赫拉特。

### 繼承紛爭
在艾哈邁德沙·杜蘭尼去世前幾個月，他從赫拉特召見帖木兒沙，並公開宣布他為杜蘭尼帝國的繼承人。艾哈邁德沙阿在沒有諮詢他的部落委員會的情況下做出這個決定，結果杜蘭尼王朝沙阿的權威受到質疑，並造成越來越大的裂痕，這將令杜蘭尼帝國在未來的幾年裡苦苦掙扎，因為部落委員會支持艾哈邁德沙的長子、帖木兒沙的兄長、坎大哈總督蘇萊曼的佔多數。在王庭上支持蘇萊曼派的著名人物是艾哈邁德沙阿的部長沙瓦利汗和薩達爾賈漢汗。王庭曾試圖敦促艾哈邁德沙重新考慮他的決定，提醒長子應繼位的事實。艾哈邁德沙忽略這一點並引用：“帖木兒沙比他的兄長更有能力統治你”並指責蘇萊曼是“暴力及沒有寬恕心”，並且不受坎大哈杜蘭尼部族的青睞。艾哈邁德沙的決定可能受到他的疾病的影響，這影響他的大腦和精神狀態，但是選擇帖木兒沙為繼承人可能會限制高級將軍和杜蘭尼部落委員會的權力，他認為他們的權力對王朝的未來構成威脅。
當艾哈邁德沙臨終時，薩達爾賈漢汗利用帖木兒沙與他統治赫拉特的距離很遠，毒害艾哈邁德沙的耳朵。此舉算是成功，艾哈邁德沙臨終前拒絕帖木兒沙，因此，帖木兒沙阿立即開始動員他的部隊，準備與他的兄長發生不可避免的衝突。然而，帖木兒沙的計劃被擱置，因為可能是由蘇萊曼派煽動，由遜尼派哈扎拉的達爾維什阿里汗領導的叛亂爆發。帖木兒沙迅速鎮壓這場叛亂，達爾維什阿里汗被監禁，但被他逃脫。然後帖木兒沙將他引誘到赫拉特，提供赦免，然後帖木兒沙下令處決他，並任命他的侄子穆罕默德汗將取代他的位置。

### 艾哈邁德沙逝世
在達爾維什阿里汗起義期間，艾哈邁德沙因病去世。沙瓦利汗和薩達爾賈漢汗將屍體放在一個用厚窗簾覆蓋的轎子上，以此將國王的死保密。然後他們離開國王所在的山，盡可能帶走最多的財寶，向坎大哈進軍。沙瓦利汗還向所有人宣布國王生病，並下令除他信任的官員外，不得打擾他。為了讓這個騙局更加可信，艾哈邁德沙的首席太監雅庫特汗為“生病的”統治者帶來了食物。沙瓦利汗隨後通知蘇萊曼艾他父親艾哈邁德沙已死，並宣布蘇萊曼為國王。然而，艾哈邁德沙的太監雅庫特汗暗地裡是親帖木兒沙的支持者，因此他派一個秘密使者到赫拉特，通知帖木兒沙父親艾哈邁德的死訊。帖木兒沙立即以相當大的力量向坎大哈進軍，當他到達法拉時，蘇萊曼的支持者已經完全崩潰。沙瓦利汗和薩達爾賈漢汗前往帖木兒沙的營地懇求寬恕，乞求生路。帖木兒沙毫不留情地處決了他們。帖木兒沙隨後進入坎大哈，在那裡他被宣佈登基為皇帝。

## 統治
帖木兒沙向坎大哈進軍，迫使蘇萊曼撤退到印度。帖木兒沙隨後被宣佈為杜蘭尼帝國的國王，開始他在杜蘭尼王朝王位的統治。 

### 改革
在帖木兒沙統治期間，由於坎大哈的激烈叛亂和不忠誠，他將首都從坎大哈遷往喀布爾，並呼籲塔吉克人等阿富汗其他民族遷徙，結果疏遠了普什圖部落的貴族，並帶來了內戰。杜蘭尼王朝在帖木兒沙統治之後，帝國陷入永恆的紛爭，並使他的繼任者陷入衝突。1776年，他選擇白沙瓦作為冬季首都。他的宮廷仍然受到波斯文化的影響，他開始依賴奇茲爾巴什的保鏢來保護他。

### 阿爾薩蘭汗的叛亂
在帖木兒沙統治初期，不斷有陰謀者和反對派，法伊茲阿拉汗策劃了一場準備好的叛亂，將他的兄弟西坎德推上了杜蘭尼帝國的寶座，1778年帖木兒沙訪問白沙瓦時，許多薩達爾人和法伊茲阿拉汗計劃起義後向宮殿進發。陰謀家幾乎成功，他們謀殺宮殿的守衛，並迫使帖木兒沙躲進宮殿的上層。然而，皇家衛隊已經集結並粉碎叛亂的薩達爾人。阿爾薩蘭汗設法逃脫，他逃到在開伯爾山口的基地。
結果，帖木兒沙注意到造成的問題，以及不得不處理整個帝國的公開叛亂，率領著一支由15,000名杜蘭尼人組成的軍隊，向開伯爾山口的阿爾薩蘭汗堡壘進發，他們開始圍攻堡壘，然而阿爾薩蘭汗又逃走。帖木兒沙已經厭倦試圖追逐他，他在古蘭經上宣誓，承諾會原諒他。阿爾薩蘭汗返回白沙瓦，希望得到帖木兒沙的承諾，但帖木兒沙阿令割斷他的喉嚨，這玷污了帖木兒沙違反古蘭經誓言的形象，結果會激怒莫赫曼德和阿弗里迪斯。 

### 哈利克汗的叛亂
在阿爾薩蘭汗策劃的白沙瓦叛亂發生兩個月後，阿卜杜·阿拉汗·薩多扎伊的孫子哈利克汗發動叛亂，可能是因為帖木兒沙曾對古蘭經發誓而背叛誓言因而感到憤怒。這迫使帖木兒沙從木爾坦召回他的將軍馬達·汗·伊沙克扎伊返回喀布爾。哈利克汗此前也曾反抗帖木兒沙的父親艾哈邁德沙，但被擊敗並逃往木爾坦。錫克人佔領木爾坦後，他們釋放哈利克汗，條件是他將組建一支軍隊對抗帖木兒沙。薩多查伊部安拉汗的所有孫子哈利克汗與穆罕默德·阿克巴和易卜拉欣汗聯手。由於艾哈邁德沙下令暗殺他們的父親穆罕默德汗和他的兩個兄弟，他們與帖木兒沙的家族有著長期的血仇。喀拉特汗國納西爾汗一世也與許多杜蘭尼和吉爾吉首領一起支持叛亂。1775年3月上旬，哈利克汗從卡拉特向坎大哈進軍，意圖廢黜帖木兒沙。然而，隨著許多酋長在最後一刻叛逃，叛亂被鎮壓，哈利克汗與穆罕默德·阿克巴和易卜拉欣汗一起被捕。易卜拉欣汗被處決，而哈利克汗與穆罕默德·阿克巴被弄瞎並監禁在上巴拉希薩爾。帖木兒沙隨後下令追殺安拉汗所有親屬。

### 佔領旁遮普
帖木兒沙在1780年獲得木爾坦和羅塔斯、巴瓦爾布爾和克什米爾。

### 信德的叛亂
1786年，帖木兒沙派遣了一支由迪拉瓦汗領導的軍隊平息叛亂。然而，塔爾普爾聯合起來反對他，結果迪拉瓦爾汗的軍隊被擊敗。然而，信德通過談判承認帖木兒沙的宗主權並向他進貢。從那時起，塔爾普爾在3年內就與宗主杜蘭尼王朝分道揚鑣。

### 進軍布哈拉
與信德人打交道後，帖木兒沙變得更像是一個壓力更小、更寬容的領導者。結果，博卡拉國王莫拉德沙阿公開反抗帖木兒沙，努力鞏固他對帖木兒沙的領土的統治。帖木兒沙率領大軍前往昆都士，與莫拉德沙阿率領的布哈拉軍隊會面。兩支軍隊相遇，準備戰鬥，然而莫拉德沙阿提出撤回博卡拉，他承認杜蘭尼王朝對巴爾赫的宗主權，帖木兒沙同意了這一點。

### 進軍木爾坦和巴哈瓦爾布爾
帖木兒沙在木爾坦和巴哈瓦爾布爾總督Rukn al-Din Muhammad Bahawul Khan Bahadur ʿAbbasi 和 Nusrat Jang Hafiz al-Mulk 策劃一場叛亂。他們暫停向帖木兒沙繳納貢品和賦稅，並宣布獨立。帖木兒沙得知此事後大怒，並帶領他的軍隊前往木爾坦和巴哈瓦爾布爾，由他的總督平息這次叛亂，並恢復了這些杜蘭尼領土的秩序。

### 阿扎德汗的叛亂
克什米爾總督阿扎德汗策劃一場叛亂，率領軍隊對抗該地區的阿富汗駐軍，並消滅這支軍隊。帖木兒沙聞訊大怒，率領大軍離開白沙瓦。從那裡，他派薩達爾·馬達德汗伊沙克扎伊和其他薩達爾人剷除阿扎德汗的軍隊。這支軍隊已經越過阿托克並在克什米爾附近紮營。阿扎德汗抵抗這支遠征軍，並與杜蘭尼軍隊發生小規模衝突。然而最終，馬達德汗設法誘降阿扎德汗的支持者並擊敗他。

### 保護沙·阿拉姆二世
1788年，帖木兒沙試圖穿過旁遮普平原以營救他的妻舅莫臥兒帝國皇帝沙·阿拉姆二世，但未成功。皇帝被羅希拉領導者古拉姆·卡迪爾弄瞎，古拉姆·卡迪爾於1788年佔領並掠奪德里兩個半月。帖木兒沙準備入侵並寫信給包括康沃利斯侯爵在內的英國當局，並懇求儘快恢復沙·阿拉姆二世皇位，但被告知沙·阿拉姆二世已被馬拉地人恢復為皇帝。帖木兒沙通過派遣大使到莫臥兒宮廷查明了這一信息，後來要求英國保護和服從莫臥兒王朝。

### 不穩定和內戰
在帖木兒沙的早期統治期間，他放棄對信德省和大部份的巴克特里亞地區有效控制權，這些地區僅通過與杜蘭尼帝國的封建關係而得以保留。隨著薩多扎伊君主制和普什圖人失去影響力，帖木兒沙成為罪魁禍首，在整個帝國內爆發大規模的內訌和叛亂。因此，帖木兒沙曾試圖主持一場全國共識，為這個陷入困境的帝國帶來穩定，但無濟於事。
帖木兒沙阿首都從坎大哈遷往喀布爾的舉動產生嚴重後果，疏遠普什圖部落貴族，他還向塔吉克人等其他族群提出了呼籲。由於塔吉克人在杜蘭尼軍隊中也獲得了更大的影響力，因此他獲得大量支持。結果，帖木兒沙領導他的大部分人馬，與內戰和不穩定的起義作鬥爭，以防止杜蘭尼帝國崩潰。普什圖下層階級也背負著稅收，沒有付出努力和解。所有這些問題與艱難的帝國相結合，阻止帖木兒沙遠征旁遮普和印度斯坦。

### 個人生活
帖木兒沙本人留下二十四個兒子，而他死後的繼任鬥爭開始削弱杜蘭尼王朝權威的過程。在帖木兒沙阿最終的繼任者扎曼沙·杜拉尼的領導下，帝國最終瓦解。1797年，沙阿扎曼沙和他之前的父親和祖父一樣，決定通過下令全面入侵印度斯坦來重振他的財富並充實他的國庫 。
帖木兒沙為自己是一個有品味的人而自豪。他恢復喀布爾巴拉希薩爾的正式花園，最初由沙賈汗的喀布爾總督建造。在這一努力中，他受到了他的高級妻子瑪麗卡·烏扎·瑪妮別姬的啟發，瑪麗卡·烏扎·瑪妮別姬是一位莫臥兒公主，是皇帝沙·阿拉姆二世的女兒 ，她在德里紅堡及其非凡的庭院中長大。此外，和他的莫臥兒姻親一樣，他也有令人眼花繚亂的表演天賦，比如他的穿著打扮。他的兒子馬茂德沙·杜蘭尼、扎曼沙·杜拉尼和蘇加沙·杜蘭尼之間的衝突在他死後仍在繼續。 

### 死亡與遺產
當帖木兒沙從他在白沙瓦的冬季住所通過開伯爾山口返回喀布爾時，他的馬絆倒，帖木兒沙倒在了地上。當帖木兒沙到達賈拉拉巴德時，他只說他發燒、腎臟劇痛和頭痛。帖木兒沙堅持要向喀布爾進軍，然而當他的兒子扎曼沙·杜拉尼騎馬去查巴格會見他時，帖木兒沙和他的顧問們知道他只有幾天的生命了。在帖木兒沙臨終時，他宣布扎曼沙為他的繼任者。最終，帖木兒沙於1793年5月20日去世，享年46歲，隨之而來的是他的兒子之間的大規模權力衝突，引發將撕裂杜蘭尼帝國的內戰 :107。帖木兒沙的墳墓位於喀布爾。
帖木兒沙在杜蘭尼帝國留下烙印。他的統治充滿他試圖通過不受歡迎的方法鞏固權力，並呼籲其他民族給予他們更多權力和影響的嘗試。結果，這種平衡在杜蘭尼王國內留下不受約束的碎片，陷入內戰，帖木兒沙超過24 個兒子在那裡爭奪權力，成為杜蘭尼帝國的統治者。他的5個兒子最終將成為統治者或權力競爭者。根據法伊茲·穆罕默德的說法，這些兒子如下（著名的兒子以粗體顯示）：
- 胡馬雍·米爾扎（在帖木兒沙在坎大哈去世後反叛，並試圖在3個不同的場合登上王位）[39]
- 馬茂德沙（1801-1803年和1809-1818年統治阿富汗，1818年至1829年在赫拉特統治）[40]
- 艾哈邁德·米爾扎
- 扎曼沙（1793-1801年統治阿富汗）
- 蘇丹米爾扎
- 努爾達·米爾扎
- 馬利克·加瓦爾
- 阿克巴爾·米爾扎
- 侯賽因·米爾扎
- 哈桑·米爾扎
- 阿巴斯·米爾扎
- 布蘭德·阿赫塔爾
- 沙魯克·米爾扎
- 沙普爾·米爾扎
- 賈漢瓦拉
- 菲魯茲·阿爾丁·米爾扎（從1801年到1818年統治赫拉特幾乎獨立）[40]
- 易卜拉欣·米爾扎
- 法羅克·米爾扎
- 蘇加沙（1803-1809 年統治阿富汗），1810年短暫控制白沙瓦，逃往錫克教和後來的英國保護，1834年試圖征服坎大哈失敗，1839年8月7日至1839年被英國任命為阿富汗統治者他於1842年4月5日被暗殺）
- 卡瓦爾·米爾扎
- 阿尤布·米爾扎
- 米爾扎·米蘭
- 米爾扎·科漢迪爾
- 納德·米爾扎

## 外部連結
- An old portrait of Timur Shah Durrani
- Britannica – Timur Shah (ruler of Afghanistan) （页面存档备份，存于）
- The British Library – Chronology: from the emergence of the Afghan Kingdom to the Mission of Mountstuart Elphistone, 1747–1809

| 帖木兒沙·杜蘭尼 杜蘭尼王朝出生于：1748年逝世於：1793年5月20日 | 帖木兒沙·杜蘭尼 杜蘭尼王朝出生于：1748年逝世於：1793年5月20日 | 帖木兒沙·杜蘭尼 杜蘭尼王朝出生于：1748年逝世於：1793年5月20日 |
| 統治者頭銜                                                    | 統治者頭銜                                                    | 統治者頭銜                                                    |
| ------------------------------------------------------------- | ------------------------------------------------------------- | ------------------------------------------------------------- |
| 前任者： 艾哈邁德沙·杜蘭尼                                    | 杜蘭尼王朝沙阿 1772年－1793年                                 | 繼任者： 扎曼沙·杜蘭尼                                        |